# محكمة المقاطعة (بروج)

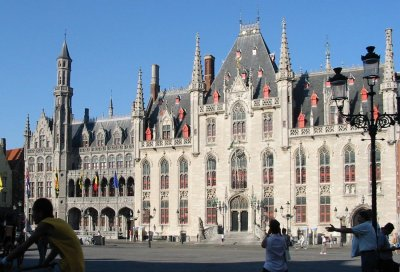
مبنى محكمة المقاطعة على ميدان السوق في بروج

محكمة المقاطعة (بالهولندية: Provinciaal Hof) هي مبنى على الطراز القوطي الحديث مطل على مديان السوق في بروج، بلجيكا. هي مكان اللقاء السابق لحكومة المقاطعة لفلاندرز الغربية.

## التاريخ
بني مبنى واترهال في عام 1294م، بعرض 95 مترا وارتفاع 30 مترا ليكون النقطة المركزية لميناء بروج في قلب المدينة. وعندما عجزت القوارب على الوصول إلى القاعة، تم هدمه في عام 1787 واستبداله بمبنى التقليدي الحديث. ومن عام 1850، استخدم جزء من المبنى لعقد اجتماعات لحكومة المقاطعة، حتى أحرق في عام 1878. ولقد شرع في بناء مبنى جديد على الطراز القوطي الحديث لإيواء حكومة المقاطعة ومكتب البريد، بدأ العمل في عام 1887 من قبل المهندسين المعماريين لويس ديلاسنسري ورينيه بويك. وافتتح مكتب البريد في عام 1891، والجزء الأول من المحكمة في عام 1892. وتم الانتهاء من الأجزاء الأخيرة للمباني في عام 1920.
استخدم المبنى كقاعة اجتماعات للحكومة حتى عام 1999، وهو الآن أساسا مبنى احتفاليا، وأيضا تستخدم في المعارض.
في عام 2012، فكرت الحكومة الوطنية الكنيدية التي تملك المبنى في أن ترمم الملعبر ولكن الحكومة الإقليمية وهي المستخدم الرئيسي للمبنى احتجت.

## المبنى

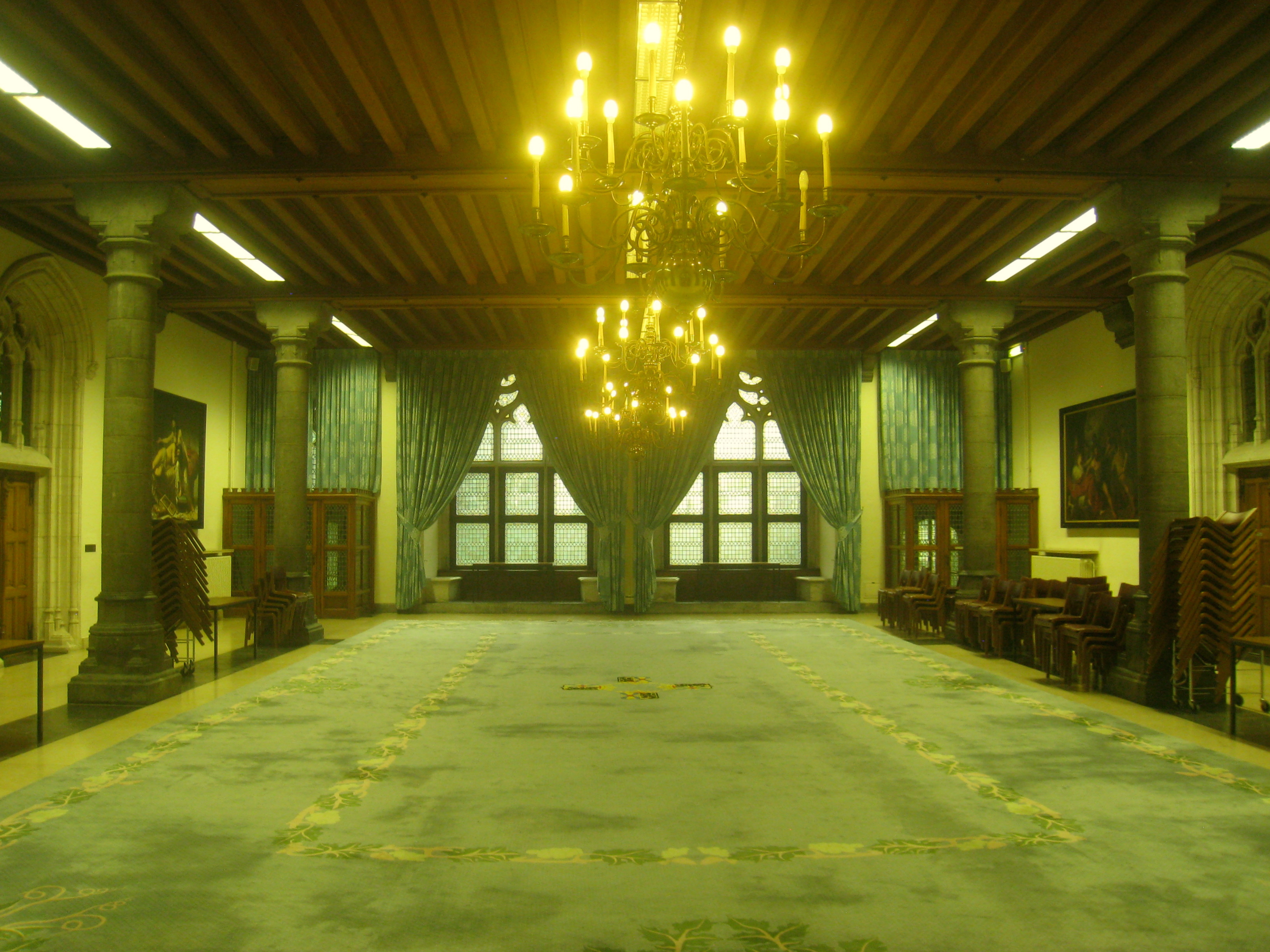
غرفة الاجتماعات

كل من التصميمات الخارجية والداخلية هي على الطراز القوطي الحديث. غرفة الاجتماعات الوسطى تحتوي على عشرة تماثيل للملوك قبل هندريك يبكري ولوحات جدارية لأشخاص ذوي شهيرة من فلاندرز الغربية. بقية المبنى مزين بمنحوتات من هندريك وابنه غوستاف بيكري، ونوافذ من الزجاج الملون من قبل جول دوبلير، وثريات من قبل إدوارد دي فوخت. هناك عدد من اللوحات كذلك، بما في ذلك اللوحات من قبل يوس دي مومبر، يان فان دي بوتي، يان بابتيست فان موينينكوف من العصر الرومنسي.

## وصلات خارجية
- مقاطعة فلاندرز الغربية

إحداثيات: 51°12'32"N 3°13'31"E / 51.2089°N 3.2252°E
‌